# Ruimtejockey
Ruimtejockey is een sciencefictionverhaal van de Amerikaan Robert Heinlein. De oorspronkelijke versie Space jockey verscheen voor het eerst in The Saturday Evening Post van 26 april 1947. Daarna werd het opgenomen in verhalenbundels van Heinlein, getiteld The green hills of Earth en The past through tomorrow. 

## Het verhaal
Het verhaal speelt zich af in een niet-benoemde tijd. Een kosmonaut wordt onverwachts ingezet bij een reis tussen Aarde en Maan. Eigenlijk zou iemand anders de leiding hebben, maar die werd op het laatste moment afgekeurd. Tijdens de reis krijgt de ruimtevaarder te maken met een vip en zijn kind. Deze raakt de knoppen aan en zorgt ervoor dat het ruimtevaartuig uit koers raakt. De piloot moet vervolgens een beslissing nemen om lading te lossen (er was niet genoeg brandstof aan boord voor de nieuwe situatie). Dat moet onder hoge druk, want zijn leidinggevenden maken daar bezwaar tegen.
Op de achtergrond speelt ook een liefdesverhouding. Zijn levenspartner maakt telkens bezwaar tegen zijn onregelmatige diensten. De genoemde vlucht zorgt er echter voor dat hij een vaste betrekking kan nemen op de Maan en daarbij zijn geliefde kan laten overkomen. Hij is opgelucht als ze “Ja” zegt.     